# Ilie Subășeanu
Ilie Subășeanu (1906 – 10 dicembre 1980) è stato un calciatore rumeno.

## Carriera
Subășeanu giocò per tutta la carriera come attaccante dell'Olimpia Bucarest. Prese parte al Mondiale 1930, con la Nazionale rumena, ma non disputò alcuna partita.